# دوجيسة
الدوجيسة (الاسم العلمي: Dugesia) هي جنس من الحيوانات تتبع الفصيلة الدوجيسات من رتبة ثلاثيات الفروع. وضع الاسم العلمي تكريما للطبيب وعالم الحيوان الفرنسي أنطوان لويس دوجيس.

## أنواع الدوجيسة
- دوجيسة إيرانية
- دوجيسة أثيوبية
- دوجيسة أندامانية
- دوجيسة أنيقة
- دوجيسة بسيطة
- دوجيسة بنغالية
- دوجيسة بهيجة
- دوجيسة ثنائية الشقوق
- دوجيسة جبلية
- دوجيسة خنجرية
- دوجيسة دهليزية
- دوجيسة رأس الرجاء
- دوجيسة صينية
- دوجيسة عجيبة
- دوجيسة عربية
- دوجيسة عريضة
- دوجيسة غامضة
- دوجيسة كريتية
- دوجيسة مبقعة
- دوجيسة متشابهة
- دوجيسة هندية
- دوجيسة يابانية
- دوجيسة ينبوعية